# HESA Shahed 136
L'HESA Shahed 136 (in persiano شاهد ۱۳۶‎, letteralmente "testimone") è una munizione circuitante (un tipo di arma noto anche come "drone suicida") progettata dall'azienda aeronautica iraniana Shahed e costruita dalla Iran Aircraft Manufacturing Industries Corporation (HESA). In servizio dal 2021, quest'arma, nota anche con il nome russo Geran-2 (in russo Герань-2?, cioè "Geranio-2"), è stata progettata per colpire bersagli a terra, eludendo le difese aeree, in un raggio di circa 2500 km dal sito di lancio.
Si ritiene che gli Shahed 136 siano stati schierati per la prima volta in un teatro di guerra nelle aree dello Yemen controllate dagli Huthi, tuttavia il loro impiego più massiccio è stato quello effettuato dalle forze terrestri russe durante l'invasione russa dell'Ucraina, iniziata il 24 febbraio del 2022.

## Progetto
L'ala dello Shahed 136 ha una caratteristica forma a delta, alle cui estremità sono presenti due derive. La fusoliera, centrale, nella sua parte posteriore, ospita il motore e l'elica a due pale da esso azionata; nella parte anteriore sono invece presenti la testata esplosiva e l'ottica necessaria a portare un attacco quanto più preciso possibile. In tutto, il velivolo è lungo circa 3,5 metri, mentre la sua apertura alare arriva a 2,5 metri nella parte posteriore. Pesante circa 200 kg, di cui 40 costituiti dall'esplosivo trasportato, lo Shahed 136 è in grado di volare per 2500 km a una velocità massima di 185 km/h. Il drone raggiunge la propria destinazione attraverso coordinate GPS introdotte prima del lancio per poi volare autonomamente puntando verso un obbiettivo fisso. Volando a una quota molto bassa e a una velocità relativamente elevata, ne risulta difficile l'individuazione in tempo utile da parte delle difese antiaeree nemiche.
Gli Shahed 136 sono lanciati con un'inclinazione iniziale di pochi gradi rispetto al suolo e il decollo avviene grazie alla spinta ausiliaria fornita da piccoli razzi che vengono sganciati immediatamente dopo il lancio, lasciando come unico componente di spinta il motore due tempi e a quattro cilindri MD-550 da 37 kW, di manifattura cinese o iraniana (probabile copia del tedesco Limbach L550E, ottenuta attraverso reverse engineering). Grazie alla portabilità della struttura di lancio e alla facilità di assemblaggio del drone, l'intera unità può essere montata sul retro di qualsiasi camion militare o commerciale, consentendo operazioni mobili "mordi e fuggi", che possono rendere difficile l'applicazione delle necessarie contromisure. La struttura di lancio, inoltre, è stata realizzata per permettere il decollo in sequenza di fino a 5 velivoli, che possono quindi agire in stormo, aumentando le difficoltà delle contraeree nemiche. Nonostante ciò, la quota di volo estremamente bassa e il caratteristico rumore li rendono facilmente individuabili a occhio nudo, quale bersaglio delle armi leggere convenzionali.

## Impiego operativo

### Guerra civile yemenita del 2015
Stando a quanto riportato dalla rivista generalista statunitense Newsweek, droni Shahed 136 sarebbero stati utilizzati nel teatro della guerra civile yemenita scoppiata nel 2015. A testimonianza di ciò ci sono le carcasse dei droni ritrovate alla fine del 2020 nella provincia di al-Jawf, nel nord dello Yemen, un'area del paese controllata dal movimento ribelle degli Huthi, supportati proprio dall'Iran.

### Invasione russa dell'Ucraina del 2022
La prima testimonianza dell'uso di uno Shahed 136 da parte delle forze armate russe in territorio ucraino si è avuta il 13 settembre 2022, quando è stata rinvenuta la carcassa di un drone di questo tipo recante il suo nome in russo nei pressi di Kupjans'k. Secondo l'intelligence britannica tali armi sarebbero state utilizzate da parte dell'esercito russo già nel mese di agosto e, nei mesi precedenti, fonti dell'intelligence statunitense e funzionari ucraini avevano affermato che l'Iran, nonostante lo avesse negato, aveva fornito alla Russia diverse centinaia di droni, tra cui proprio gli Shahed 136.
Il 2 settembre 2022, il comandante in capo del Corpo delle guardie della rivoluzione islamica, il generale Hossein Salami,  dichiarò che "alcune grandi potenze" avevano acquistato equipaggiamento militare iraniano e che i suoi uomini "li stavano addestrando a impiegare il congegno". Tuttavia la Russia ha dichiarato di utilizzare solo velivoli senza pilota di fabbricazione nazionale, e ciò potrebbe riflettere la produzione di questi droni in Russia. Infatti, sebbene si possa presumere che alcune soluzioni tecnologiche dello Shahed 136 siano state incorporate nel Geran-2, e nonostante il generale consenso sull'identità tra i due velivoli, è possibile che, al di là della generica somiglianza, i due droni non siano la stessa macchina poiché presentano differenze sostanziali al livello del sistema di guida. L'unità di controllo di volo dello Shahed 136 si basa su componenti di produzione occidentale per il mercato civile e utilizza il sistema di navigazione GPS statunitense, mentre il Geran-2 sembra un drone molto più sofisticato essendo equipaggiato con un'unità di controllo di volo di fabbricazione russa e i chip ARM7, per il sistema di navigazione GLONASS di livello militare, prodotti sulla base di un processo tecnologico a 130 nm che è padroneggiato dai produttori russi di chip.
A partire dal mese di settembre, gli Shahed sono stati quindi ripetutamente utilizzati nel corso dell'invasione russa ai danni dell'Ucraina, ne sono esempi gli attacchi su Odessa del 23 settembre 2022 e dei due giorni successivi. Il 5 ottobre successivo è stato testimoniato il primo attacco con droni Shahed 136 nell'oblast' di Kiev, in particolare sulla città di Bila Cerkva, sita circa 90 km a sud di Kiev. Il 13 ottobre, infine, gli Shahed 136 hanno raggiunto per la prima volta la capitale ucraina.
Sin dagli attacchi iniziali, il presidente ucraino Volodymyr Zelens'kyj ha affermato la "collaborazione con il male" messa in atto dall'Iran, riducendo poi, con il continuare degli attacchi, le attività diplomatiche tra l'Ucraina ed il paese.

### Kurdistan iracheno
Testimonianze dell'ottobre del 2022 riportano che il Corpo delle guardie della rivoluzione islamica, un organo militare istituito in Iran dopo la rivoluzione islamica del 1979, ha utilizzato degli Shahed 136 in diversi attacchi portati alle basi dei gruppi separatisti curdi site nel Kurdistan iracheno.
Guerra Iran - Israele
Nella notte 13/14 aprile 2024 l'Iran ha attaccato Israele con centinaia di droni, in risposta al bombardamento del consolato iraniano di Damasco da parte di Israele avvenuto il 1° aprile precedente. In questo attacco sono stati utilizzati i droni Shahed.

## Utilizzatori
Iran
- Esercito della Repubblica Islamica dell'Iran

 Russia
- Forze terrestri russe

- Huthi

## Influenze sulla cultura
Il gruppo pop russo Vrata Overtona (in russo Врата Овертона, cioè "Porta di Overton", Overton Gate in inglese) ha dedicato al Geran-2 la canzone Tsvetet geran' (in russo Цветет герань, "I gerani sono in fiore" in inglese Geranium blooms) del 2022.